# 1917 na música

## Música Popular
- Rosa, é gravada por Pixinguinha.
- Tico-tico no Fubá, de Zequinha de Abreu, é apresentado pela primeira vez num baile em Santa Rita do Passa Quatro.

## Nascimentos

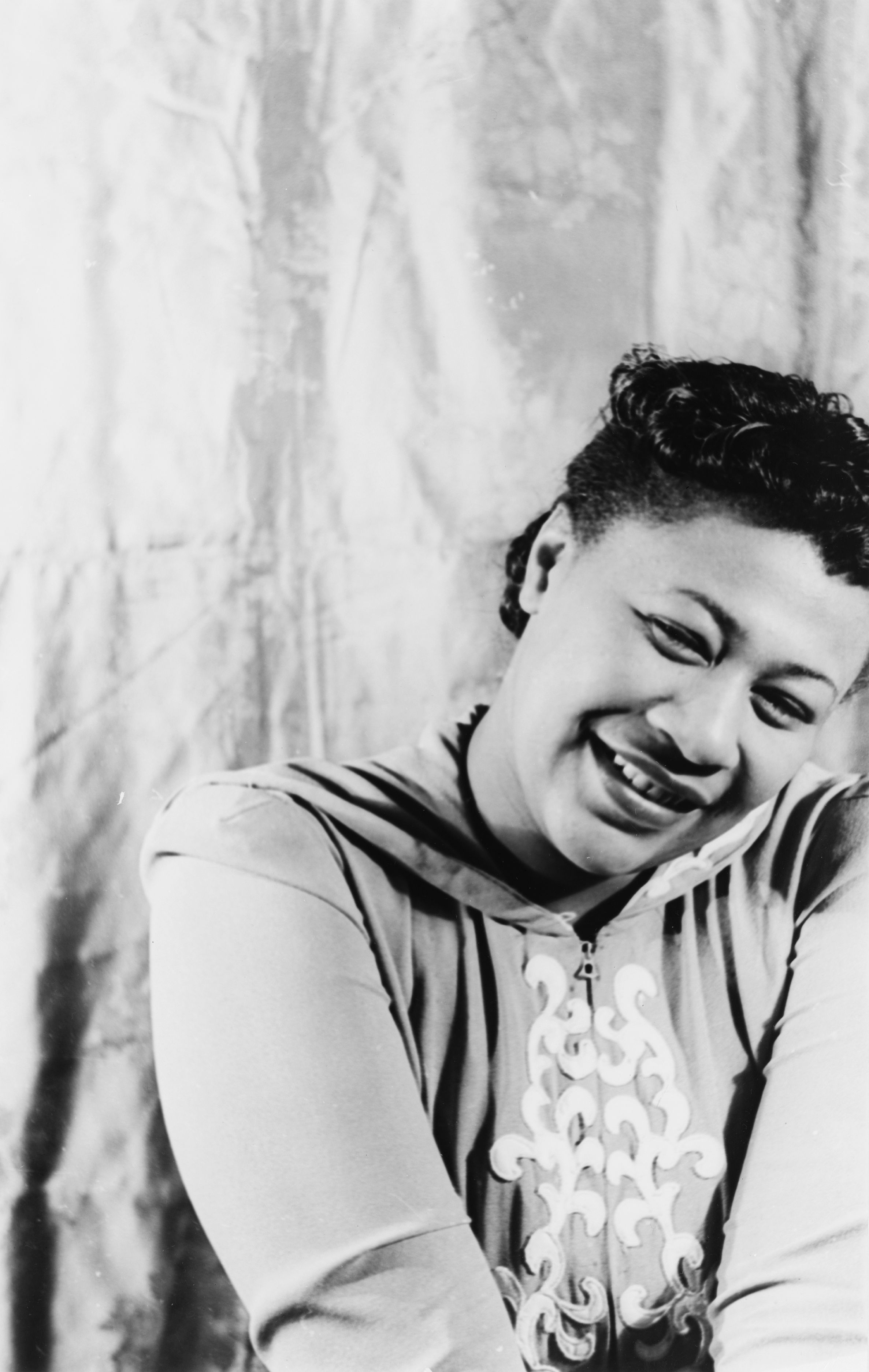
Ella Fitzgerald (1917 - 1996)

| Data           | Nome              | Profissão                                  | Nacionalidade  | Observações | Ref |
| -------------- | ----------------- | ------------------------------------------ | -------------- | ----------- | --- |
| 1 de janeiro   | David Nasser      | jornalista e músico                        | Brasil         | m. 1980     |     |
| 12 de janeiro  | Walter Hendl      | compositor, pianista e maestro             | Estados Unidos | m. 2007     |     |
| 23 de abril    | Severino Araújo   | músico, compositor, maestro e clarinetista | Brasil         | m. 2012     |     |
| 25 de abril    | Ella Fitzgerald   | cantora                                    | Estados Unidos | m. 1996     |     |
| 5 de maio      | Dalva de Oliveira | cantora                                    | Brasil         | m. 1972     |     |
| 5 de junho     | Dean Martin       | ator e cantor                              | Estados Unidos | m. 1995     |     |
| 11 de setembro | Carlos Puebla     | cantor e músico                            | Cuba           | m. 1989     |     |

## Mortes
| Data | Nome | Profissão | Nacionalidade | Observações | Ref |
| ---- | ---- | --------- | ------------- | ----------- | --- |